# 資訊尋求
資訊尋求行為意指從使用者意識到有資訊需求至滿足其資訊需求為止，過程中所發生的一連串活動。

## 研究內容
相關研究在於企圖瞭解人們如何找尋所需資訊、促使人們尋找資訊的前因或動機、找到資訊後如何研判資訊的相關性、以及如何使用與利用所得資訊的種種過程與結果。

## 過程
資訊尋求行為的過程大致如下：
1. 察覺資訊需求：使用者感覺到對資訊有需求。
2. 表達問題：使用者將資訊需求，以語言或文字的方式具體表達。
3. 管道：表達問題之後，開始透過各種管道試圖解決問題或滿足資訊需求。
4. 尋求資訊：使用者正式或非正式的尋求能夠滿足其資訊需求的活動。
5. 使用資訊：加以利用找到的資訊，包括整理、組織、分析、評估。
6. 滿足資訊需求：經過各階段的過程，使用者的資訊需求應能獲得滿足。